# 대구신성초등학교
대구신성초등학교는 대한민국 대구광역시 동구 신암동에 있는 공립 초등학교다.

## 연혁
- 1980년 12월 1일 학교 설립 인가(개교기념일)
- 1982년 9월 1일 대구신성국민학교 개교(17학급, 911명 편성)
- 1984년 2월 21일 제1회 졸업식(229명)
- 1996년 3월 1일 대구신성초등학교로 교명 변경
- 2007년 11월 1일 과학실 현대화 및 신성 목련 도서관 개관
- 2009년 8월 20일 교내 화단 경계석 및 오솔길 공사 완료
- 2009년 8월 26일 교실 천정형 냉.난방기 교체 공사 완료
- 2009년 11월 19일 송실 장비 교체 및 수선 작업 완료
- 2010년 9월 1일 제14대 박만근 교장 부임
- 2011년 1월 31일 4층 다목적실 개보수 공사 완료
- 2011년 12월 3일 학교 공원화 사업(학교 숲 조성) 완료
- 2012년 1월 30일 교실 바닥교체(6실)
- 2012년 2월 13일 영어체험실 개관
- 2012년 2월 16일 제29회 졸업식(남 46명, 여 36명, 계 85명 총 졸업생 5,824명)
- 2013년 1월 30일 운동장 우레탄 트랙 공사 준공
- 2013년 2월 15일 Wee 클래스 교실 준공
- 2013년 2월 15일 다목적 강당 꿈마루관 개관
- 2013년 3월 4일 14학급 편성(특수학급 1학급 포함)
- 2013년 9월 17일 교실 바닥 교체(6실)
- 2013년 9월 27일 신성 가족한마음 체육축제
- 2013년 12월 23일 학교폭력제로학교 선정
- 2014년 2월 14일 제31회 졸업식(남 32명, 여 22명, 계 54명 총 졸업생 5,939명)
- 2014년 3월 1일 돌봄실 증설(총 2실)
- 2014년 3월 3일 18학급 편성(특수학급 1학급 포함)
- 2015년 2월 13일 제32회 졸업식(남27명, 여22명, 계48명. 총 졸업생 5,994명)
- 2015년 3월 1일 제15대 정하윤 교장 부임
- 2015-03-01 18학급 편성(특수학급 1학급 포함)
- 2016-02-04 제33회 졸업식(남32명, 여41명, 계73명, 총 졸업생 6,069명)
- 2017-02-15 제34회 졸업식(남 42명, 여 34명, 계 76명 총 졸업생 6,145명)
- 2017-03-01 18학급 편성(특수학급 1학급 포함)
- 2019-03-01 제16대 이소정 교장 부임

## 참고 자료
- 대구신성초등학교 - 한국교육학술정보원 학교알리미